# Liga2 2019 (Perú)
La Liga2 de Fútbol Profesional del Perú 2019, conocida como Liga2 2019, fue la edición número 67 de la Segunda División del Perú, la decimocuarta desde que se descentraliza en 2006 y la primera bajo la denominación de Liga2.
La Federación Peruana de Fútbol (FPF) organizó y controló el desarrollo del campeonato a través de la Comisión Organizadora de Competiciones.
El campeón de esta edición fue el Club Cienciano, que ascendió a la Liga1 2020.

## Sistema de competición
El torneo constó de dos etapas: una fase regular y una ronda eliminatoria.
En la fase regular, los equipos participantes juegan entre sí todos contra todos en dos ruedas, dando un total de 22 fechas. El primer lugar será el campeón del torneo y ascenderá directamente a la Liga1 2020, mientras que los dos últimos de la tabla descenderán a la Copa Perú 2020 (sin contar descensos administrativos). En caso exista igualdad en el primer lugar finalizada la última fecha, el campeón se definirá en un partido extra, el cual se jugará en campo neutral y en caso de proseguir el empate se jugarán tiempos extras y de persistir el empate, penales.
La segunda etapa consta de dos rondas eliminatorias, el segundo y tercero de la tabla de posiciones clasifican directamente a la segunda ronda donde se enfrentarán a los dos ganadores de la primera ronda en la cual participarán el cuarto, quinto, sexto y séptimo de la tabla. 
Los dos ganadores de la segunda etapa se enfrentarán con el segundo y tercer lugar de la Copa Perú 2019 en el Cuadrangular de ascenso 2019, donde los que queden en primer y segundo lugar ascenderán a la Liga1 2020.

## Ascensos y descensos
Universidad César Vallejo y Carlos A. Mannucci—ascendidos—, Alfredo Salinas y Serrato Pacasmayo —descendidos— dejaron la temporada pasada y fueron reemplazados por Sport Rosario, Comerciantes Unidos y Santos FC. Sport Rosario y Comerciantes Unidos descendieron del Descentralizado 2018 y Santos FC ascendió luego de quedar cuarto en el Cuadrangular de ascenso 2018.
| Pos. | Descendidos del Descentralizado 2018 |
| ---- | ------------------------------------ |
| 15.º | Sport Rosario                        |
| 16.º | Comerciantes Unidos                  |

| Pos. | Ascendido de la Segunda División 2018 a la Liga1 |
| ---- | ------------------------------------------------ |
| 1.º  | Univ. César Vallejo                              |

| Pos. | Ascendido del Cuadrangular de ascenso 2018 a la Liga1 |
| ---- | ----------------------------------------------------- |
| 1.º  | Carlos A. Mannucci                                    |

| Pos. | Ascendidos del Cuadrangular de ascenso 2018 a la Liga2 |
| ---- | ------------------------------------------------------ |
| 4.º  | Santos                                                 |

| Pos. | Descendidos de la Segunda División de Perú 2018 a la Copa Perú 2019 |
| ---- | ------------------------------------------------------------------- |
| 5°   | Deportivo Hualgayoc                                                 |
| 14.º | Alfredo Salinas                                                     |
| 15.º | Serrato Pacasmayo                                                   |

### Equipos retirados y excluidos
El 20 de marzo de 2019, Sport Rosario decidió no participar en el campeonato por deudas. Igual destino tuvo Deportivo Hualgayoc que no jugó el torneo debido a que cuenta deudas con la Safap. Sport Victoria también fue excluido de participar por deudas, pero después de refinanciarlas y pagar una cuota inicial, su situación se presentó en una asamblea con los presidentes de los clubes que conforman la Liga2 y, por votación unánime, aprobaron la participación del equipo de Ica.
El 9 de agosto, Sport Victoria fue descalificado del torneo, luego de 9 fechas jugadas, por solicitud del Órgano de Control Económico Financiero (OCEF). Esto, por un tema de insolvencia económica. De esta manera, los partidos restantes, sus rivales los ganaron por walkover.

## Geolocalización
| Departamento         | Cantidad | Equipos                        |
| -------------------- | -------- | ------------------------------ |
| Ica                  | 2        | Santos FC Sport Victoria       |
| Lambayeque           | 2        | Juan Aurich Los Caimanes       |
| Departamento de Lima | 2        | Deportivo Coopsol Unión Huaral |
| Piura                | 2        | Alianza Atlético Atlético Grau |
| Apurímac             | 1        | Cultural Santa Rosa            |
| Cajamarca            | 1        | Comerciantes Unidos            |
| Cusco                | 1        | Cienciano                      |
| Ucayali              | 1        | Sport Loreto                   |

| Santos FC Sport Victoria Coopsol Unión Huaral Juan Aurich Los Caimanes Sport Loreto Cienciano Cultural Santa Rosa Comerciantes Unidos Alianza Atlético Atlético Grau |

## Datos
| Equipo              | Entrenador         | Estadio                   | Capacidad | Proveedor    | Patrocinador principal      |
| ------------------- | ------------------ | ------------------------- | --------- | ------------ | --------------------------- |
| Alianza Atlético    | Gustavo Roverano   | Campeones del 36          | 12 000    | Walon        | Caja Sullana                |
| Atlético Grau       | Wilmar Valencia    | Municipal de Bernal       | 25 000    | Walon        | Caja Huancayo               |
| Cienciano           | Marcelo Grioni     | Inca Garcilaso de la Vega | 42 000    | New Athletic | Caja Cusco                  |
| Comerciantes Unidos | Hugo Iervasi       | Juan Maldonado Gamarra    | 8000      | Palant       |                             |
| Cultural Santa Rosa | Yonel Iñigo        | Los Chankas               | 10 000    | Habitez      | Pinturas Cykron             |
| Deportivo Coopsol   | Francisco Melgar   | Rómulo Shaw Cisneros      | 3000      | Walon        | Campo Mayor                 |
| Juan Aurich         | José Soto          | César Flores Marigorda    | 7000      | Teammate     | Speed Unlimited             |
| Los Caimanes        | Orlando Maltese    | Municipal de la Juventud  | 7000      | EG Sports    | Gira GRZ                    |
| Santos FC           | Sergio Castellanos | Municipal de Nasca        | 10 000    | Palant       | EXSUR S.A. Caja Ica         |
| Sport Loreto        | Aristóteles Ramos  | Aliardo Soria Pérez       | 25 000    | Yakare       | Instituto Fibonacci REGEPSA |
| Sport Victoria      | Luis Molina        | José Picasso Peratta      | 10 000    | New Life     | Caja Ica                    |
| Unión Huaral        | Jorge Espejo       | Julio Lores Colán         | 6000      | Giomar       | Tinbet                      |

### Cambios de entrenadores
| Listado de entrenadores | Listado de entrenadores    | Listado de entrenadores |
| Equipo                  | Entrenador                 | Jornadas                |
| ----------------------- | -------------------------- | ----------------------- |
| Cienciano               | Duilio Cisneros            | 1 - 4                   |
| Cienciano               | Jorge Parihuana (interino) | 5                       |
| Cienciano               | Marcelo Grioni             | 6 - act.                |
| Comerciantes Unidos     | Orlando Lavalle            | 1 - 5                   |
| Comerciantes Unidos     | Carlos Cortijo             | 6 - 13                  |
| Comerciantes Unidos     | Omar Ríos (interino)       | 14 - 15                 |
| Comerciantes Unidos     | Hugo Iervasi               | 16 - act.               |
| Cultural Santa Rosa     | Genebrardo Arenas          | 1 - 7                   |
| Cultural Santa Rosa     | Jorge Amado Nunes          | 8 - 15                  |
| Cultural Santa Rosa     | Miguel Iré (interino)      | 16.                     |
| Cultural Santa Rosa     | Yonel Iñigo                | 17 - act.               |
| Deportivo Coopsol       | Orlando Maltese            | 1 - 3                   |
| Deportivo Coopsol       | Francisco Melgar           | 4 - act.                |
| Juan Aurich             | Jorge Benítez              | 1 - 5                   |
| Juan Aurich             | José Soto                  | 6 - act.                |
| Los Caimanes            | Miguel Miranda             | 1 - 8                   |
| Los Caimanes            | Marcial Salazar            | 9 - 13                  |
| Los Caimanes            | Orlando Maltese            | 15 - act.               |
| Sport Victoria          | Daniel Ferreyra            | no debutó               |
| Sport Victoria          | Abilio Meneses             | 1 - 5                   |
| Sport Victoria          | Eduardo Pizarro (interino) | 6 - 9                   |
| Sport Victoria          | Luis Molina                | no debutó               |

## Clasificación
| Pos. | Equipo              | Pts. | PJ | PG | PE | PP | GF | GC | Dif. |
| ---- | ------------------- | ---- | -- | -- | -- | -- | -- | -- | ---- |
| 1.º  | Cienciano (C)       | 44   | 22 | 14 | 2  | 6  | 56 | 26 | 30   |
| 2.º  | Alianza Atlético    | 43   | 22 | 13 | 4  | 5  | 45 | 21 | 24   |
| 3.º  | Juan Aurich         | 42   | 22 | 13 | 3  | 6  | 35 | 24 | 11   |
| 4.º  | Atlético Grau       | 41   | 22 | 13 | 2  | 7  | 55 | 30 | 25   |
| 5.º  | Santos FC           | 41   | 22 | 12 | 5  | 5  | 29 | 21 | 8    |
| 6.º  | Deportivo Coopsol   | 39   | 22 | 12 | 3  | 7  | 39 | 27 | 12   |
| 7.º  | Comerciantes Unidos | 33   | 22 | 10 | 3  | 9  | 32 | 29 | 3    |
| 8.º  | Unión Huaral        | 31   | 22 | 8  | 7  | 7  | 30 | 29 | 1    |
| 9.º  | Cultural Santa Rosa | 30   | 22 | 9  | 3  | 10 | 25 | 33 | −8   |
| 10.º | Sport Loreto (D)    | 15   | 22 | 5  | 3  | 14 | 28 | 46 | −18  |
| 11.º | Los Caimanes (D)    | 5    | 22 | 2  | 2  | 18 | 21 | 55 | −34  |
| 12.º | Sport Victoria (D)  | 0    | 0  | 0  | 0  | 0  | 0  | 0  | 0    |

|  | Campeón. Asciende a la Liga 1 2020. (C)                          |
|  | Clasifica a los play-offs.                                       |
|  | Desciende a Copa Perú 2020. (D)                                  |
|  | Descalificado del campeonato. Desciende a la Copa Perú 2020. (D) |

1. ↑  Copa Bicentenario (CB): Atlético Grau clasificó como Perú 4 a la Copa Sudamericana 2020 mediante la plaza de campeón que entrega la Copa Bicentenario 2019.

### Evolución de la clasificación
| Equipo / Fecha      | 1    | 2    | 3    | 4    | 5    | 6    | 7    | 8    | 9    | 10   | 11   | 12   | 13   | 14   | 15   | 16   | 17   | 18   | 19   | 20   | 21   | 22   |
| ------------------- | ---- | ---- | ---- | ---- | ---- | ---- | ---- | ---- | ---- | ---- | ---- | ---- | ---- | ---- | ---- | ---- | ---- | ---- | ---- | ---- | ---- | ---- |
| Cienciano           | 01.º | 03.º | 01.º | 06.º | 04.º | 03.º | 02.º | 02.º | 03.º | 02.º | 06.º | 07.º | 05.º | 6.º  | 05.º | 04.º | 04.º | 04.º | 05.º | 3.º  | 1.º  | 1.º  |
| Alianza Atlético    | 06.º | 02.º | 05.º | 02.º | 06.º | 04.º | 05.º | 06.º | 08.º | 05.º | 03.º | 02.º | 02.º | 1.º  | 03.º | 02.º | 03.º | 02.º | 02.º | 1.º  | 3.º  | 2.º  |
| Juan Aurich         | 12.º | 08.º | 04.º | 05.º | 03.º | 05.º | 06.º | 04.º | 02.º | 07.º | 05.º | 03.º | 03.º | 2.º  | 1.º  | 03.º | 02.º | 03.º | 03.º | 2.º  | 5.º  | 3.º  |
| Atlético Grau       | 02.º | 04.º | 02.º | 07.º | 05.º | 06.º | 03.º | 05.º | 05.º | 04.º | 02.º | 04.º | 06.º | 5.º  | 04.º | 06.º | 05.º | 05.º | 01.º | 4.º  | 2.º  | 4.º  |
| Santos              | 03.º | 01.º | 03.º | 01.º | 02.º | 01.º | 01.º | 01.º | 01.º | 01.° | 01.° | 01.° | 01.° | 3.º  | 2.º  | 01.° | 01.° | 01.° | 4.º  | 5.º  | 4.º  | 5.º  |
| Deportivo Coopsol   | 11.º | 07.º | 09.º | 08.º | 08.º | 07.º | 08.º | 07.º | 06.º | 06.º | 07.º | 05.º | 04.º | 4.º  | 07.º | 07.º | 07.º | 07.º | 06.º | 06.° | 06.° | 6.º  |
| Comerciantes Unidos | 04.º | 9.º  | 10.º | 09.º | 10.º | 09.º | 09.º | 09.º | 10.º | 09.º | 09.º | 09.º | 09.º | 08.° | 08.° | 08.° | 08.° | 08.° | 08.º | 8.º  | 7.º  | 7.º  |
| Unión Huaral        | 09.º | 06.º | 06.º | 03.º | 01.º | 02.º | 04.º | 03.º | 04.º | 03.º | 04.º | 06.º | 07.º | 7.º  | 06.º | 05.º | 06.º | 06.º | 07.º | 7.º  | 8.º  | 8.º  |
| Cultural Santa Rosa | 07.º | 05.º | 07.º | 04.º | 07.º | 08.º | 07.º | 08.º | 07.º | 08.º | 08.º | 08.º | 08.º | 09.° | 09.° | 09.° | 09.° | 09.° | 09.° | 09.° | 09.° | 9.º  |
| Sport Loreto        | 10.º | 12.º | 12.º | 12.º | 09.º | 10.º | 10.º | 11.º | 11.º | 10.º | 10.º | 10.º | 10.º | 10.° | 10.° | 10.° | 10.° | 10.° | 10.° | 10.° | 10.° | 10.º |
| Los Caimanes        | 05.º | 10.º | 11.º | 11.º | 12.º | 11.º | 11.º | 12.º | 12.º | 11.º | 11.º | 11.º | 11.º | 11.° | 11.° | 11.° | 11.° | 11.° | 11.° | 11.° | 11.° | 11.º |
| Sport Victoria      | 08.º | 11.º | 08.º | 10.º | 11.º | 12.º | 12.º | 10.º | 09.º | 12.º | 12.º | 12.º | 12.º | 12.º | 12.º | 12.º | 12.º | 12.º | 12.º | 12.º | 12.º | 12.º |

|  | 1. 2. 3. 4. |

## Resultados
| Local \ Visitante   | AAS | GRA | CIE | COU | CSR | COO | JAU | LCA | SAN | SLO | SVI | UHU |
| ------------------- | --- | --- | --- | --- | --- | --- | --- | --- | --- | --- | --- | --- |
| Alianza Atlético    | —   | 2–0 | 3–1 | 4–1 | 2–0 | 4–1 | 3–1 | 3–0 | 3–0 | 3–0 | 3–0 | 2–0 |
| Atlético Grau       | 3–1 | —   | 2–1 | 3–1 | 6–0 | 4–1 | 3–0 | 3–2 | 1–1 | 4–1 | 3–0 | 4–0 |
| Cienciano           | 2–0 | 4–0 | —   | 4–1 | 3–0 | 5–2 | 3–1 | 5–0 | 4–2 | 4–2 | 3–0 | 0–0 |
| Comerciantes Unidos | 3–1 | 2–0 | 2–1 | —   | 4–1 | 0–1 | 1–0 | 2–1 | 3–0 | 2–1 | 3–0 | 0–1 |
| Cultural Santa Rosa | 1–1 | 2–1 | 2–1 | 3–1 | —   | 2–1 | 1–0 | 3–1 | 0–1 | 0–1 | 3–0 | 2–2 |
| Deportivo Coopsol   | 1–0 | 0–0 | 2–1 | 1–0 | 0–1 | —   | 1–1 | 3–0 | 1–2 | 3–0 | 3–0 | 3–0 |
| Juan Aurich         | 1–1 | 2–0 | 2–4 | 0–0 | 1–0 | 3–1 | —   | 3–1 | 2–1 | 2–1 | 2–1 | 2–1 |
| Los Caimanes        | 1–2 | 2–5 | 2–3 | 1–1 | 1–3 | 0–3 | 1–2 | —   | 0–0 | 1–0 | 3–0 | 1–2 |
| Santos              | 1–1 | 2–0 | 2–1 | 2–0 | 2–0 | 1–1 | 0–2 | 1–0 | —   | 3–0 | 1–0 | 2–1 |
| Sport Loreto        | 1–0 | 3–6 | 0–2 | 3–0 | 0–0 | 2–4 | 0–4 | 5–1 | 0–1 | —   | 3–3 | 2–2 |
| Sport Victoria      | 0–3 | 0–3 | 0–3 | 0–3 | 2–1 | 1–2 | 0–3 | 2–1 | 0–3 | 3–0 | —   | 0–3 |
| Unión Huaral        | 3–3 | 3–1 | 1–1 | 2–2 | 2–0 | 0–1 | 0–1 | 4–1 | 1–1 | 1–0 | 1–0 | —   |

### Primera rueda
| Fecha 1        | Fecha 1   | Fecha 1             | Fecha 1                   | Fecha 1      | Fecha 1    | Fecha 1             | Fecha 1 |
| Local          | Resultado | Visitante           | Estadio                   | Fecha        | Hora       | TV                  |         |
| -------------- | --------- | ------------------- | ------------------------- | ------------ | ---------- | ------------------- | ------- |
| Atlético Grau  | 3 – 0     | Juan Aurich         | Municipal de Bernal       | 19 de mayo   | 13:00      | –                   |         |
| Los Caimanes   | 1 – 1     | Comerciantes Unidos | Municipal de la Juventud  | 19 de mayo   | 13:00      | –                   |         |
| Cienciano      | 5 – 2     | Deportivo Coopsol   | Inca Garcilaso de la Vega | 19 de mayo   | 15:30      | Gol Perú (diferido) |         |
| Sport Loreto   | 0 – 1     | Santos FC           | Aliardo Soria Pérez       | 19 de mayo   | 15:30      | –                   |         |
| Unión Huaral   | 2 – 0     | Cultural Santa Rosa | Julio Lores Colán         | 11 de agosto | 15:30      | –                   |         |
| Sport Victoria | 0 – 3     | Alianza Atlético    | (Walkover)                | (Walkover)   | (Walkover) | (Walkover)          |         |

| Fecha 2             | Fecha 2   | Fecha 2        | Fecha 2                | Fecha 2    | Fecha 2 | Fecha 2  | Fecha 2 |
| Local               | Resultado | Visitante      | Estadio                | Fecha      | Hora    | TV       |         |
| ------------------- | --------- | -------------- | ---------------------- | ---------- | ------- | -------- | ------- |
| Alianza Atlético    | 3 – 0     | Los Caimanes   | Campeones del 36       | 25 de mayo | 13:15   | –        |         |
| Juan Aurich         | 2 - 1     | Sport Victoria | César Flores Marigorda | 25 de mayo | 13:15   | Gol Perú |         |
| Deportivo Coopsol   | 3 – 0     | Sport Loreto   | Rómulo Shaw Cisneros   | 25 de mayo | 15:30   | –        |         |
| Comerciantes Unidos | 0 – 1     | Unión Huaral   | Juan Maldonado Gamarra | 26 de mayo | 15:30   | –        |         |
| Cultural Santa Rosa | 2 – 1     | Cienciano      | Los Chankas            | 26 de mayo | 15:30   | –        |         |
| Santos FC           | 2 – 0     | Atlético Grau  | Municipal de Nasca     | 26 de mayo | 15:30   | –        |         |

| Fecha 3        | Fecha 3   | Fecha 3             | Fecha 3                   | Fecha 3    | Fecha 3 | Fecha 3  | Fecha 3 |
| Local          | Resultado | Visitante           | Estadio                   | Fecha      | Hora    | TV       |         |
| -------------- | --------- | ------------------- | ------------------------- | ---------- | ------- | -------- | ------- |
| Juan Aurich    | 2 – 1     | Santos FC           | César Flores Marigorda    | 1 de junio | 15:00   | –        |         |
| Atlético Grau  | 4 – 1     | Deportivo Coopsol   | Municipal de Bernal       | 2 de junio | 13:00   | –        |         |
| Cienciano      | 4 – 2     | Comerciantes Unidos | Inca Garcilaso de la Vega | 2 de junio | 15:30   | Gol Perú |         |
| Sport Loreto   | 0 – 0     | Cultural Santa Rosa | Aliardo Soria Pérez       | 2 de junio | 15:30   | –        |         |
| Sport Victoria | 2 – 1     | Los Caimanes        | José Picasso Peratta      | 2 de junio | 15:30   | –        |         |
| Unión Huaral   | 3 – 3     | Alianza Atlético    | Julio Lores Colán         | 2 de junio | 15:30   | –        |         |

| Fecha 4             | Fecha 4   | Fecha 4        | Fecha 4                  | Fecha 4    | Fecha 4 | Fecha 4  | Fecha 4 |
| Local               | Resultado | Visitante      | Estadio                  | Fecha      | Hora    | TV       |         |
| ------------------- | --------- | -------------- | ------------------------ | ---------- | ------- | -------- | ------- |
| Deportivo Coopsol   | 1 – 1     | Juan Aurich    | Rómulo Shaw Cisneros     | 8 de junio | 15:30   | –        |         |
| Los Caimanes        | 1 – 2     | Unión Huaral   | Municipal de la Juventud | 9 de junio | 13:00   | –        |         |
| Alianza Atlético    | 3 – 1     | Cienciano      | Campeones del 36         | 9 de junio | 13:15   | Gol Perú |         |
| Comerciantes Unidos | 2 – 1     | Sport Loreto   | Juan Maldonado Gamarra   | 9 de junio | 15:30   | –        |         |
| Cultural Santa Rosa | 2 – 1     | Atlético Grau  | Los Chankas              | 9 de junio | 15:30   | –        |         |
| Santos FC           | 1 – 0     | Sport Victoria | Municipal de Nasca       | 9 de junio | 15:30   | –        |         |

| Fecha 5       | Fecha 5   | Fecha 5             | Fecha 5                   | Fecha 5     | Fecha 5 | Fecha 5  | Fecha 5 |
| Local         | Resultado | Visitante           | Estadio                   | Fecha       | Hora    | TV       |         |
| ------------- | --------- | ------------------- | ------------------------- | ----------- | ------- | -------- | ------- |
| Atlético Grau | 3 – 1     | Comerciantes Unidos | Municipal de Bernal       | 16 de junio | 13:00   | –        |         |
| Juan Aurich   | 1 – 0     | Cultural Santa Rosa | César Flores Marigorda    | 16 de junio | 13:15   | Gol Perú |         |
| Cienciano     | 5 – 0     | Los Caimanes        | Inca Garcilaso de la Vega | 16 de junio | 15:30   | Gol Perú |         |
| Santos FC     | 1 – 1     | Deportivo Coopsol   | Municipal de Nasca        | 16 de junio | 15:30   | –        |         |
| Sport Loreto  | 1 – 0     | Alianza Atlético    | Aliardo Soria Pérez       | 16 de junio | 15:30   | –        |         |
| Unión Huaral  | 1 – 0     | Sport Victoria      | Julio Lores Colán         | 16 de junio | 15:30   | –        |         |

| Fecha 6             | Fecha 6   | Fecha 6           | Fecha 6                  | Fecha 6     | Fecha 6 | Fecha 6  | Fecha 6 |
| Local               | Resultado | Visitante         | Estadio                  | Fecha       | Hora    | TV       |         |
| ------------------- | --------- | ----------------- | ------------------------ | ----------- | ------- | -------- | ------- |
| Alianza Atlético    | 2 – 0     | Atlético Grau     | Campeones del 36         | 13 de julio | 13:15   | Gol Perú |         |
| Los Caimanes        | 1 – 0     | Sport Loreto      | Municipal de la Juventud | 14 de julio | 13:00   | –        |         |
| Sport Victoria      | 1 – 2     | Deportivo Coopsol | José Picasso Peratta     | 14 de julio | 15:30   | –        |         |
| Comerciantes Unidos | 1 – 0     | Juan Aurich       | Juan Maldonado Gamarra   | 14 de julio | 15:30   | –        |         |
| Cultural Santa Rosa | 0 – 1     | Santos FC         | Los Chankas              | 14 de julio | 15:30   | –        |         |
| Unión Huaral        | 1 – 1     | Cienciano         | Julio Lores Colán        | 14 de julio | 15:30   | –        |         |

| Fecha 7           | Fecha 7   | Fecha 7             | Fecha 7                   | Fecha 7     | Fecha 7 | Fecha 7  | Fecha 7 |
| Local             | Resultado | Visitante           | Estadio                   | Fecha       | Hora    | TV       |         |
| ----------------- | --------- | ------------------- | ------------------------- | ----------- | ------- | -------- | ------- |
| Juan Aurich       | 1 – 1     | Alianza Atlético    | César Flores Marigorda    | 20 de julio | 13:15   | Gol Perú |         |
| Deportivo Coopsol | 0 – 1     | Cultural Santa Rosa | Rómulo Shaw Cisneros      | 20 de julio | 15:30   | –        |         |
| Atlético Grau     | 3 – 2     | Los Caimanes        | Municipal de Bernal       | 21 de julio | 13:00   | –        |         |
| Santos FC         | 2 – 0     | Comerciantes Unidos | Municipal de Nasca        | 21 de julio | 13:00   | –        |         |
| Cienciano         | 3 – 0     | Sport Victoria      | Inca Garcilaso de la Vega | 21 de julio | 15:00   | –        |         |
| Sport Loreto      | 2 – 2     | Unión Huaral        | Aliardo Soria Pérez       | 21 de julio | 15:30   | –        |         |

| Fecha 8             | Fecha 8   | Fecha 8             | Fecha 8                   | Fecha 8     | Fecha 8 | Fecha 8  | Fecha 8 |
| Local               | Resultado | Visitante           | Estadio                   | Fecha       | Hora    | TV       |         |
| ------------------- | --------- | ------------------- | ------------------------- | ----------- | ------- | -------- | ------- |
| Sport Victoria      | 2 – 1     | Cultural Santa Rosa | José Picasso Peratta      | 27 de julio | 13:00   | –        |         |
| Los Caimanes        | 1 – 2     | Juan Aurich         | Municipal de la Juventud  | 28 de julio | 13:00   | –        |         |
| Alianza Atlético    | 3 – 0     | Santos FC           | Campeones del 36          | 28 de julio | 13:00   | Gol Perú |         |
| Cienciano           | 4 – 2     | Sport Loreto        | Inca Garcilaso de la Vega | 28 de julio | 15:15   | Gol Perú |         |
| Comerciantes Unidos | 0 – 4     | Deportivo Coopsol   | Juan Maldonado Gamarra    | 28 de julio | 15:30   | –        |         |
| Unión Huaral        | 3 – 1     | Atlético Grau       | Julio Lores Colán         | 28 de julio | 15:30   | –        |         |

| Fecha 9             | Fecha 9   | Fecha 9             | Fecha 9                | Fecha 9     | Fecha 9 | Fecha 9  | Fecha 9 |
| Local               | Resultado | Visitante           | Estadio                | Fecha       | Hora    | TV       |         |
| ------------------- | --------- | ------------------- | ---------------------- | ----------- | ------- | -------- | ------- |
| Deportivo Coopsol   | 1 – 0     | Alianza Atlético    | Rómulo Shaw Cisneros   | 3 de agosto | 15:30   | –        |         |
| Atlético Grau       | 2 – 1     | Cienciano           | Municipal de Bernal    | 4 de agosto | 13:00   | –        |         |
| Santos FC           | 1 – 0     | Los Caimanes        | Municipal de Nasca     | 4 de agosto | 13:00   | –        |         |
| Juan Aurich         | 2 – 1     | Unión Huaral        | César Flores Marigorda | 4 de agosto | 15:00   | Gol Perú |         |
| Cultural Santa Rosa | 3 – 1     | Comerciantes Unidos | Los Chankas            | 4 de agosto | 15:30   | –        |         |
| Sport Loreto        | 3 – 3     | Sport Victoria      | Aliardo Soria Pérez    | 4 de agosto | 15:30   | –        |         |

| Fecha 10         | Fecha 10  | Fecha 10            | Fecha 10                  | Fecha 10     | Fecha 10   | Fecha 10   | Fecha 10 |
| Local            | Resultado | Visitante           | Estadio                   | Fecha        | Hora       | TV         |          |
| ---------------- | --------- | ------------------- | ------------------------- | ------------ | ---------- | ---------- | -------- |
| Cienciano        | 3 – 1     | Juan Aurich         | Inca Garcilaso de la Vega | 17 de agosto | 15:00      | –          |          |
| Alianza Atlético | 2 – 0     | Cultural Santa Rosa | Campeones del 36          | 18 de agosto | 11:00      | Gol Perú   |          |
| Los Caimanes     | 0 – 3     | Deportivo Coopsol   | Municipal de la Juventud  | 18 de agosto | 13:00      | –          |          |
| Unión Huaral     | 1 – 1     | Santos FC           | Julio Lores Colán         | 18 de agosto | 15:30      | –          |          |
| Sport Loreto     | 3 – 6     | Atlético Grau       | Aliardo Soria Pérez       | 18 de agosto | 15:30      | –          |          |
| Sport Victoria   | 0 – 3     | Comerciantes Unidos | (Walkover)                | (Walkover)   | (Walkover) | (Walkover) |          |

| Fecha 11            | Fecha 11  | Fecha 11         | Fecha 11               | Fecha 11     | Fecha 11   | Fecha 11   | Fecha 11 |
| Local               | Resultado | Visitante        | Estadio                | Fecha        | Hora       | TV         |          |
| ------------------- | --------- | ---------------- | ---------------------- | ------------ | ---------- | ---------- | -------- |
| Comerciantes Unidos | 3 – 1     | Alianza Atlético | Juan Maldonado Gamarra | 23 de agosto | 15:30      | Gol Perú   |          |
| Juan Aurich         | 2 – 1     | Sport Loreto     | César Flores Marigorda | 24 de agosto | 13:00      | Gol Perú   |          |
| Santos FC           | 2 – 1     | Cienciano        | Municipal de Nasca     | 25 de agosto | 13:00      | –          |          |
| Cultural Santa Rosa | 3 – 1     | Los Caimanes     | Los Chankas            | 25 de agosto | 15:30      | –          |          |
| Deportivo Coopsol   | 3 – 0     | Unión Huaral     | Rómulo Shaw Cisneros   | 25 de agosto | 15:30      | –          |          |
| Atlético Grau       | 3 – 0     | Sport Victoria   | (Walkover)             | (Walkover)   | (Walkover) | (Walkover) |          |

### Segunda rueda
| Fecha 12            | Fecha 12  | Fecha 12       | Fecha 12               | Fecha 12        | Fecha 12   | Fecha 12   | Fecha 12 |
| Local               | Resultado | Visitante      | Estadio                | Fecha           | Hora       | TV         |          |
| ------------------- | --------- | -------------- | ---------------------- | --------------- | ---------- | ---------- | -------- |
| Juan Aurich         | 2 – 0     | Atlético Grau  | César Flores Marigorda | 31 de agosto    | 13:15      | Gol Perú   |          |
| Deportivo Coopsol   | 2 – 1     | Cienciano      | Rómulo Shaw Cisneros   | 31 de agosto    | 15:30      | –          |          |
| Santos FC           | 3 – 0     | Sport Loreto   | Municipal de Nasca     | 1 de septiembre | 13:00      | –          |          |
| Comerciantes Unidos | 2 – 1     | Los Caimanes   | Juan Maldonado Gamarra | 1 de septiembre | 15:30      | –          |          |
| Cultural Santa Rosa | 2 – 2     | Unión Huaral   | Los Chankas            | 1 de septiembre | 15:30      | –          |          |
| Alianza Atlético    | 3 – 0     | Sport Victoria | (Walkover)             | (Walkover)      | (Walkover) | (Walkover) |          |

| Fecha 13       | Fecha 13  | Fecha 13            | Fecha 13               | Fecha 13        | Fecha 13   | Fecha 13   | Fecha 13 |
| Local          | Resultado | Visitante           | Estadio                | Fecha           | Hora       | TV         |          |
| -------------- | --------- | ------------------- | ---------------------- | --------------- | ---------- | ---------- | -------- |
| Los Caimanes   | 1 – 2     | Alianza Atlético    | César Flores Marigorda | 7 de septiembre | 13:00      | Gol Perú   |          |
| Atlético Grau  | 1 – 1     | Santos FC           | Municipal de Bernal    | 8 de septiembre | 13:00      | –          |          |
| Cienciano      | 3 – 0     | Cultural Santa Rosa | Túpac Amaru            | 8 de septiembre | 15:00      | –          |          |
| Sport Loreto   | 2 – 4     | Deportivo Coopsol   | Aliardo Soria Pérez    | 8 de septiembre | 15:00      | –          |          |
| Unión Huaral   | 2 – 2     | Comerciantes Unidos | Julio Lores Colán      | 8 de septiembre | 15:30      | –          |          |
| Sport Victoria | 0 – 3     | Juan Aurich         | (Walkover)             | (Walkover)      | (Walkover) | (Walkover) |          |

| Fecha 14            | Fecha 14  | Fecha 14       | Fecha 14               | Fecha 14         | Fecha 14   | Fecha 14   | Fecha 14 |
| Local               | Resultado | Visitante      | Estadio                | Fecha            | Hora       | TV         |          |
| ------------------- | --------- | -------------- | ---------------------- | ---------------- | ---------- | ---------- | -------- |
| Deportivo Coopsol   | 0 – 0     | Atlético Grau  | Rómulo Shaw Cisneros   | 14 de septiembre | 15:30      | –          |          |
| Santos FC           | 0 – 2     | Juan Aurich    | Municipal de Nasca     | 15 de septiembre | 11:00      | –          |          |
| Alianza Atlético    | 2 – 0     | Unión Huaral   | Campeones del 36       | 15 de septiembre | 13:00      | –          |          |
| Comerciantes Unidos | 2 – 1     | Cienciano      | Juan Maldonado Gamarra | 15 de septiembre | 15:30      | –          |          |
| Cultural Santa Rosa | 0 – 1     | Sport Loreto   | Los Chankas            | 15 de septiembre | 15:30      | –          |          |
| Los Caimanes        | 3 – 0     | Sport Victoria | (Walkover)             | (Walkover)       | (Walkover) | (Walkover) |          |

| Fecha 15       | Fecha 15  | Fecha 15            | Fecha 15                  | Fecha 15         | Fecha 15   | Fecha 15   | Fecha 15 |
| Local          | Resultado | Visitante           | Estadio                   | Fecha            | Hora       | TV         |          |
| -------------- | --------- | ------------------- | ------------------------- | ---------------- | ---------- | ---------- | -------- |
| Atlético Grau  | 6 – 0     | Cultural Santa Rosa | Municipal de Bernal       | 21 de septiembre | 13:30      | –          |          |
| Juan Aurich    | 3 – 1     | Deportivo Coopsol   | César Flores Marigorda    | 21 de septiembre | 15:30      | Gol Perú   |          |
| Unión Huaral   | 4 – 1     | Los Caimanes        | Julio Lores Colán         | 22 de septiembre | 13:15      | Gol Perú   |          |
| Cienciano      | 2 – 0     | Alianza Atlético    | Inca Garcilaso de la Vega | 22 de septiembre | 15:00      | –          |          |
| Sport Loreto   | 3 – 0     | Comerciantes Unidos | Aliardo Soria Pérez       | 22 de septiembre | 15:30      | –          |          |
| Sport Victoria | 0 – 3     | Santos FC           | (Walkover)                | (Walkover)       | (Walkover) | (Walkover) |          |

| Fecha 16            | Fecha 16  | Fecha 16      | Fecha 16               | Fecha 16         | Fecha 16   | Fecha 16   | Fecha 16 |
| Local               | Resultado | Visitante     | Estadio                | Fecha            | Hora       | TV         |          |
| ------------------- | --------- | ------------- | ---------------------- | ---------------- | ---------- | ---------- | -------- |
| Los Caimanes        | 2 – 3     | Cienciano     | César Flores Marigorda | 28 de septiembre | 13:15      | Gol Perú   |          |
| Alianza Atlético    | 3 – 0     | Sport Loreto  | Campeones del 36       | 29 de septiembre | 13:00      | –          |          |
| Deportivo Coopsol   | 1 – 2     | Santos FC     | Rómulo Shaw Cisneros   | 29 de septiembre | 15:30      | –          |          |
| Comerciantes Unidos | 2 – 0     | Atlético Grau | Juan Maldonado Gamarra | 29 de septiembre | 15:30      | –          |          |
| Cultural Santa Rosa | 1 – 0     | Juan Aurich   | Los Chankas            | 29 de septiembre | 15:30      | –          |          |
| Sport Victoria      | 0 – 3     | Unión Huaral  | (Walkover)             | (Walkover)       | (Walkover) | (Walkover) |          |

| Fecha 17          | Fecha 17  | Fecha 17            | Fecha 17                  | Fecha 17     | Fecha 17   | Fecha 17   | Fecha 17 |
| Local             | Resultado | Visitante           | Estadio                   | Fecha        | Hora       | TV         |          |
| ----------------- | --------- | ------------------- | ------------------------- | ------------ | ---------- | ---------- | -------- |
| Santos FC         | 2 – 0     | Cultural Santa Rosa | Municipal de Nasca        | 5 de octubre | 11:00      | –          |          |
| Sport Loreto      | 5 – 1     | Los Caimanes        | Aliardo Soria Pérez       | 5 de octubre | 17:45      | Gol Perú   |          |
| Atlético Grau     | 3 – 1     | Alianza Atlético    | Municipal de Bernal       | 6 de octubre | 13:00      | –          |          |
| Cienciano         | 0 – 0     | Unión Huaral        | Inca Garcilaso de la Vega | 6 de octubre | 15:00      | –          |          |
| Juan Aurich       | 0 – 0     | Comerciantes Unidos | César Flores Marigorda    | 6 de octubre | 15:00      | –          |          |
| Deportivo Coopsol | 3 – 0     | Sport Victoria      | (Walkover)                | (Walkover)   | (Walkover) | (Walkover) |          |

| Fecha 18            | Fecha 18  | Fecha 18          | Fecha 18               | Fecha 18      | Fecha 18   | Fecha 18   | Fecha 18 |
| Local               | Resultado | Visitante         | Estadio                | Fecha         | Hora       | TV         |          |
| ------------------- | --------- | ----------------- | ---------------------- | ------------- | ---------- | ---------- | -------- |
| Unión Huaral        | 1 – 0     | Sport Loreto      | Julio Lores Colán      | 12 de octubre | 13:15      | Gol Perú   |          |
| Los Caimanes        | 2 – 5     | Atlético Grau     | César Flores Marigorda | 13 de octubre | 13:00      | –          |          |
| Alianza Atlético    | 3 – 1     | Juan Aurich       | Campeones del 36       | 13 de octubre | 13:15      | Gol Perú   |          |
| Cultural Santa Rosa | 2 – 1     | Deportivo Coopsol | Los Chankas            | 13 de octubre | 15:30      | –          |          |
| Comerciantes Unidos | 3 – 0     | Santos FC         | Juan Maldonado Gamarra | 13 de octubre | 15:30      | –          |          |
| Sport Victoria      | 0 – 3     | Cienciano         | (Walkover)             | (Walkover)    | (Walkover) | (Walkover) |          |

| Fecha 19            | Fecha 19  | Fecha 19            | Fecha 19               | Fecha 19      | Fecha 19   | Fecha 19   | Fecha 19 |
| Local               | Resultado | Visitante           | Estadio                | Fecha         | Hora       | TV         |          |
| ------------------- | --------- | ------------------- | ---------------------- | ------------- | ---------- | ---------- | -------- |
| Santos FC           | 1 – 1     | Alianza Atlético    | Municipal de Nasca     | 20 de octubre | 13:00      | –          |          |
| Atlético Grau       | 4 – 0     | Unión Huaral        | Municipal de Bernal    | 20 de octubre | 13:00      | –          |          |
| Juan Aurich         | 3 – 1     | Los Caimanes        | César Flores Marigorda | 20 de octubre | 13:00      | –          |          |
| Sport Loreto        | 0 – 2     | Cienciano           | Aliardo Soria Pérez    | 20 de octubre | 15:30      | –          |          |
| Deportivo Coopsol   | 1 – 0     | Comerciantes Unidos | Rómulo Shaw Cisneros   | 21 de octubre | 15:30      | –          |          |
| Cultural Santa Rosa | 3 – 0     | Sport Victoria      | (Walkover)             | (Walkover)    | (Walkover) | (Walkover) |          |

| Fecha 20            | Fecha 20  | Fecha 20            | Fecha 20                  | Fecha 20      | Fecha 20   | Fecha 20   | Fecha 20 |
| Local               | Resultado | Visitante           | Estadio                   | Fecha         | Hora       | TV         |          |
| ------------------- | --------- | ------------------- | ------------------------- | ------------- | ---------- | ---------- | -------- |
| Los Caimanes        | 0 – 0     | Santos FC           | César Flores Marigorda    | 26 de octubre | 13:00      | Gol Perú   |          |
| Cienciano           | 4 – 0     | Atlético Grau       | Inca Garcilaso de la Vega | 26 de octubre | 15:15      | Gol Perú   |          |
| Alianza Atlético    | 4 – 1     | Deportivo Coopsol   | Campeones del 36          | 27 de octubre | 13:00      | –          |          |
| Unión Huaral        | 0 – 1     | Juan Aurich         | Julio Lores Colán         | 27 de octubre | 15:30      | –          |          |
| Comerciantes Unidos | 4 – 1     | Cultural Santa Rosa | Juan Maldonado Gamarra    | 27 de octubre | 15:30      | –          |          |
| Sport Victoria      | 0 – 3     | Sport Loreto        | (Walkover)                | (Walkover)    | (Walkover) | (Walkover) |          |

| Fecha 21            | Fecha 21  | Fecha 21         | Fecha 21               | Fecha 21       | Fecha 21   | Fecha 21   | Fecha 21 |
| Local               | Resultado | Visitante        | Estadio                | Fecha          | Hora       | TV         |          |
| ------------------- | --------- | ---------------- | ---------------------- | -------------- | ---------- | ---------- | -------- |
| Juan Aurich         | 2 – 4     | Cienciano        | César Flores Marigorda | 2 de noviembre | 13:00      | Gol Perú   |          |
| Deportivo Coopsol   | 3 – 0     | Los Caimanes     | Rómulo Shaw Cisneros   | 2 de noviembre | 15:00      | –          |          |
| Santos FC           | 2 – 1     | Unión Huaral     | Municipal de Nasca     | 3 de noviembre | 13:00      | –          |          |
| Atlético Grau       | 4 – 1     | Sport Loreto     | Municipal de Bernal    | 3 de noviembre | 13:00      | –          |          |
| Cultural Santa Rosa | 1 – 1     | Alianza Atlético | Los Chankas            | 3 de noviembre | 15:30      | –          |          |
| Comerciantes Unidos | 3 – 0     | Sport Victoria   | (Walkover)             | (Walkover)     | (Walkover) | (Walkover) |          |

| Fecha 22         | Fecha 22  | Fecha 22            | Fecha 22                  | Fecha 22        | Fecha 22   | Fecha 22            | Fecha 22 |
| Local            | Resultado | Visitante           | Estadio                   | Fecha           | Hora       | TV                  |          |
| ---------------- | --------- | ------------------- | ------------------------- | --------------- | ---------- | ------------------- | -------- |
| Los Caimanes     | 1 – 3     | Cultural Santa Rosa | César Flores Marigorda    | 8 de noviembre  | 15:00      | –                   |          |
| Alianza Atlético | 4 – 1     | Comerciantes Unidos | Campeones del 36          | 10 de noviembre | 15:00      | Gol Perú (diferido) |          |
| Cienciano        | 4 – 2     | Santos FC           | Inca Garcilaso de la Vega | 10 de noviembre | 15:00      | Movistar Deportes   |          |
| Sport Loreto     | 0 – 4     | Juan Aurich         | Aliardo Soria Pérez       | 10 de noviembre | 15:00      | –                   |          |
| Unión Huaral     | 0 – 1     | Deportivo Coopsol   | Segundo Aranda Torres     | 10 de noviembre | 15:00      | –                   |          |
| Sport Victoria   | 0 – 3     | Atlético Grau       | (Walkover)                | (Walkover)      | (Walkover) | (Walkover)          |          |

|                   |
|                   |
|                   |
| Campeón Cienciano |
| 1.º título        |

## Play-offs
Fue la segunda etapa del campeonato y una vía de clasificación para el Cuadrangular de ascenso 2019. Participaron los equipos ubicados entre el 2.º y 7.º puesto de la tabla de posiciones. Los dos mejor ubicados clasificaron a la segunda ronda mientras que los cuatro restantes, a la primera ronda.
Los dos ganadores de la segunda ronda clasificaron al Cuadrangular de ascenso 2019 donde enfrentaron al segundo y tercer lugar de la Copa Perú 2019.

 Primera ronda 
| Local en la ida     | Global | Local en la vuelta | Ida   | Vuelta |
| ------------------- | ------ | ------------------ | ----- | ------ |
| Comerciantes Unidos | 3 – 5  | Atlético Grau      | 3 – 2 | 0 – 3  |
| Deportivo Coopsol   | 5 – 0  | Santos             | 1 – 0 | 4 – 0  |

 Segunda ronda 
| Local en la ida   | Global | Local en la vuelta | Ida   | Vuelta |
| ----------------- | ------ | ------------------ | ----- | ------ |
| Deportivo Coopsol | 2 – 1  | Alianza Atlético   | 1 – 0 | 1 – 1  |
| Atlético Grau     | 4 – 3  | Juan Aurich        | 4 – 1 | 0 – 2  |

## Clasificados al Cuadrangular de ascenso
| Bandera de Piura |                   |
| Atlético Grau    | Deportivo Coopsol |
| ---------------- | ----------------- |

## Datos y estadísticas
| Ronal Huaccha         | Atlético Grau       | 19 | 22 |
| Enzo Borges           | Comerciantes Unidos | 13 | 22 |
| Víctor Perlaza        | Alianza Atlético    | 12 | 21 |
| Jair Córdova          | Juan Aurich         | 10 | 17 |
| José Cuero            | Cienciano           | 10 | 19 |
| Steven Aponzá         | Atlético Grau       | 9  | 17 |
| Ronaille Calheira     | Cultural Santa Rosa | 8  | 10 |
| Junior Viza           | Unión Huaral        | 8  | 20 |
| Óscar Franco          | Cienciano           | 7  | 5  |
| Jorge Ramírez         | Alianza Atlético    | 7  | 19 |
| Fuente: Transfermarkt |                     |    |    |

| Israel Kahn           | Deportivo Coopsol | 8 | 24 |
| Jonathan Acasiete     | Atlético Grau     | 7 | 19 |
| Ray Gómez             | Cienciano         | 6 | 14 |
| Steven Aponzá         | Atlético Grau     | 6 | 17 |
| Waldir Calderón       | Sport Loreto      | 6 | 17 |
| Luis García           | Cienciano         | 6 | 18 |
| Johan Sotil           | Santos            | 6 | 19 |
| Raúl Neira            | Atlético Grau     | 6 | 21 |
| Junior Viza           | Unión Huaral      | 5 | 20 |
| Fuente: Transfermarkt |                   |   |    |

| Julio Aliaga                                 | Santos              | 21 | 1829' | 87' |
| Ismael Quispe                                | Alianza Atlético    | 19 | 1620' | 85' |
| Carlos Gómez                                 | Deportivo Coopsol   | 22 | 1785' | 81' |
| Jesús Cisneros                               | Juan Aurich         | 25 | 1980' | 79' |
| Hairo Camacho                                | Unión Huaral        | 26 | 1890' | 73' |
| Máximo Rabines                               | Atlético Grau       | 18 | 1170' | 65' |
| Daniel Prieto                                | Cienciano           | 20 | 1215' | 61' |
| José Lozada                                  | Santa Rosa          | 17 | 990'  | 58' |
| Daniel Reyes                                 | Comerciantes Unidos | 34 | 1890' | 56' |
| Félix Lira                                   | Sport Victoria      | 14 | 720'  | 51' |
| Iván Mayta                                   | Los Caimanes        | 39 | 1440' | 37' |
| Patricio Torres                              | Sport Loreto        | 25 | 810'  | 32' |
| Actualizado hasta el 1 de diciembre de 2019. |                     |    |       |     |

| Juan Diego Lojas     | Cienciano         | 3 | 15 |
| Josver Cerna         | Los Caimanes      | 2 | 17 |
| José Marina          | Atlético Grau     | 2 | 18 |
| José Cuero           | Cienciano         | 2 | 19 |
| Erick Gonzales       | Deportivo Coopsol | 2 | 22 |
| Fuente: Transermarkt |                   |   |    |

### Tripletes o más
A continuación se detallan los tripletes conseguidos a lo largo de la temporada.
| Fecha      | Jugador       | Goles       | Local         | Resultado | Visitante    | Reporte |
| ---------- | ------------- | ----------- | ------------- | --------- | ------------ | ------- |
| 16/06/2019 | Óscar Franco  | 27' 44' 60' | Cienciano     | 5 – 0     | Los Caimanes | Fecha 5 |
| 24/11/2019 | Ronal Huaccha | 30' 53' 88' | Atlético Grau | 4 – 1     | Juan Aurich  | PO-2R   |

### Autogoles
| Fecha      | Jugador            | Minuto       | Local            | Resultado | Visitante           | Reporte  |
| ---------- | ------------------ | ------------ | ---------------- | --------- | ------------------- | -------- |
| 19/05/2019 | Daniel Prieto      | 1 - 2, 49'   | Cienciano        | 5 – 2     | Deportivo Coopsol   | Fecha 1  |
| 19/05/2019 | Crifford Seminario | 2 - 2, 60'   | Cienciano        | 5 – 2     | Deportivo Coopsol   | Fecha 1  |
| 02/06/2019 | Ignacio Talavera   | 3 - 3, 90+4' | Unión Huaral     | 3 – 3     | Alianza Atlético    | Fecha 3  |
| 16/06/2019 | Iván Mayta         | 4 - 0, 83'   | Cienciano        | 5 – 0     | Los Caimanes        | Fecha 5  |
| 21/07/2019 | Dariel Zevallos    | 2 - 0, 67'   | Santos           | 2 – 0     | Comerciantes Unidos | Fecha 7  |
| 28/07/2019 | Gustavo Campos     | 3 - 2, 60'   | Cienciano        | 4 – 2     | Sport Loreto        | Fecha 8  |
| 02/11/2019 | Matías Sarulyte    | 2 - 1, 60'   | Juan Aurich      | 2 – 4     | Cienciano           | Fecha 21 |
| 10/11/2019 | Elfer Silva        | 2 - 0, 10'   | Alianza Atlético | 4 – 1     | Comerciantes Unidos | Fecha 22 |

## Premios y reconocimientos
Los siguientes reconocimientos fueron anunciados en una ceremonia de gala desarrollada el 16 de enero de 2020 en el Teatro Municipal de Lima.
| Premio           | Ganador          | Equipo        |
| ---------------- | ---------------- | ------------- |
| Arquero del año  | Juniors Barbieri | Cienciano     |
| Jugador del año  | Ronal Huaccha    | Atlético Grau |
| DT del año       | Wilmar Valencia  | Atlético Grau |
| Goleador del año | Ronal Huaccha    | Atlético Grau |

## Controversias
Los clubes en primera instancia decidieron no participar de la Liga2, debido a una irregularidad en las bases por parte de la Federación Peruana de Fútbol (FPF), la cual organiza el torneo. El ente organizador hizo el sorteo del fixture el 23 de abril de 2019, pese a que los dirigentes de los clubes no acudieron a la ceremonia. 
En principio, la FPF había establecido que para 2018 y 2019 se iban a contemplar 4 ascensos a la Primera División del Perú (el campeón de la Segunda División, el campeón de la Copa Perú y los dos primeros puestos de un cuadrangular de ascenso de la segunda y de Copa Perú), sin embargo al recibir la noticia que solo un equipo de Segunda División iba a ascender, los dirigentes de los clubes protestaron alegando que se estaban incumpliendo las bases ya establecidas.
Se fijó entonces como fecha de arranque del campeonato el 11 de mayo de 2019. En una sesión de directorio realizada el viernes 27 de abril de 2019, la FPF se reafirmó en su posición informando que solo el campeón iba a ascender a primera división. Dos días después, los 12 clubes de la Liga2 decidieron no disputar el campeonato.
Luego de algunas reuniones, finalmente la FPF aceptó que el torneo se juegue con las mismas bases del año pasado (incluido el cuadrangular de ascenso), fijando como fecha de inicio el 19 de mayo.